# Convocazioni al Montreux Volley Masters 2014
Elenco delle giocatrici convocate per il Montreux Volley Masters 2014.

## Brasile
| N° | Nome                   | Ruolo | Data di nascita  | Squadra        |
| -- | ---------------------- | ----- | ---------------- | -------------- |
| -  | José Roberto Guimarães | All   | 31 luglio 1954   | Campinas       |
| 1  | Ana Takagui            | P     | 26 ottobre 1987  | Bursa BB       |
| 3  | Danielle Lins          | P     | 5 gennaio 1985   | Sesi           |
| 5  | Adenízia da Silva      | C     | 18 dicembre 1986 | Osasco         |
| 6  | Ana Carolina da Silva  | C     | 8 aprile 1991    | Rio de Janeiro |
| 7  | Andréia Sforzin        | S/O   | 26 aprile 1983   | Pinheiros      |
| 8  | Jaqueline de Carvalho  | S     | 31 dicembre 1983 | Osasco         |
| 9  | Angélica Malinverno    | C     | 5 luglio 1989    | Campinas       |
| 10 | Gabriela Guimarães     | S     | 19 maggio 1994   | Rio de Janeiro |
| 11 | Tandara Caixeta        | S/O   | 30 ottobre 1988  | Campinas       |
| 12 | Natália Pereira        | S/O   | 4 aprile 1989    | Campinas       |
| 15 | Monique Pavão          | S/O   | 31 ottobre 1986  | Praia Clube    |
| 17 | Josefa de Souza        | P     | 2 marzo 1983     | Osasco         |
| 18 | Camila Brait           | L     | 28 ottobre 1988  | Osasco         |
| 20 | Natália Martins        | C     | 12 novembre 1984 | Praia Clube    |

## Cina
| N° | Nome         | Ruolo | Data di nascita  | Squadra          |
| -- | ------------ | ----- | ---------------- | ---------------- |
| -  | Lang Ping    | All   | 16 dicembre 1960 | Guangdong Hengda |
| 1  | Yuan Xinyue  | C     | 21 dicembre 1996 | Guangdong Hengda |
| 2  | Zhu Ting     | S     | 29 novembre 1994 | Henan            |
| 3  | Yang Fangxu  | S/O   | 6 ottobre 1994   | Shandong         |
| 4  | Yang Zhou    | C     | 21 aprile 1991   | Zhejiang         |
| 6  | Yang Junjing | C     | 15 maggio 1990   | Bayi             |
| 8  | Zeng Chunlei | S/O   | 3 novembre 1989  | Beijing          |
| 9  | Liu Xiaotong | S     | 16 febbraio 1990 | Beijing          |
| 10 | Shan Danna   | L     | 8 ottobre 1995   | Zhejiang         |
| 12 | Hui Ruoqi    | S     | 4 marzo 1991     | Guangdong Hengda |
| 15 | Chen Zhan    | L     | 11 ottobre 1990  | Jiangsu          |
| 16 | Yao Di       | P     | 15 agosto 1992   | Tianjin          |
| 18 | Ding Xia     | P     | 13 gennaio 1990  | Liaoning         |
| 19 | Li Jing      | S     | 9 agosto 1991    | Zhejiang         |

## Rep. Dominicana
| N° | Nome              | Ruolo | Data di nascita   | Squadra             |
| -- | ----------------- | ----- | ----------------- | ------------------- |
| -  | Marcos Kwiek      | All   | 18 luglio 1967    | -                   |
| 1  | Annerys Vargas    | C     | 7 agosto 1981     | Azəryol             |
| 4  | Marianne Fersola  | C     | 19 gennaio 1992   | César Vallejo       |
| 5  | Brenda Castillo   | L     | 5 gennaio 1992    | Rabitə Baku         |
| 7  | Niverka Marte     | P     | 19 ottobre 1990   | Rep. Dominicana     |
| 8  | Cándida Arias     | C     | 11 marzo 1992     | Primoročka          |
| 9  | Sidarka Núñez     | S/O   | 25 giugno 1984    | Rep. Dominicana     |
| 12 | Rosalín Ángeles   | P     | 23 luglio 1985    | Rep. Dominicana     |
| 14 | Prisilla Rivera   | S/O   | 29 dicembre 1984  | Lokomotiv Baku      |
| 16 | Yonkaira Peña     | C     | 10 maggio 1993    | Toray Arrows        |
| 17 | Gina Mambrú       | S/O   | 21 gennaio 1986   | Lancheras de Cataño |
| 19 | Ana Binet         | L     | 9 febbraio 1992   | Samaná              |
| 20 | Brayelin Martínez | S/O   | 11 settembre 1996 | Mirador             |

## Germania
| N° | Nome              | Ruolo | Data di nascita   | Squadra     |
| -- | ----------------- | ----- | ----------------- | ----------- |
| -  | Giovanni Guidetti | All.  | 20 settembre 1972 | VakıfBank   |
| 1  | Lenka Dürr        | L     | 10 dicembre 1990  | İqtisadçı   |
| 2  | Kathleen Weiß     | P     | 2 febbraio 1984   | Bergamo     |
| 3  | Louisa Lippmann   | S/O   | 31 agosto 1989    | Münster     |
| 4  | Maren Brinker     | S     | 10 luglio 1986    | Impel       |
| 6  | Jennifer Geerties | S     | 5 aprile 1994     | Vilsbiburg  |
| 9  | Stefanie Karg     | C     | 22 ottobre 1986   | Dresdner    |
| 11 | Christiane Fürst  | C     | 29 marzo 1985     | VakıfBank   |
| 12 | Heike Beier       | S     | 9 dicembre 1983   | BKS         |
| 14 | Margareta Kozuch  | S/O   | 30 ottobre 1986   | Azəryol     |
| 18 | Wiebke Silge      | C     | 16 luglio 1996    | Münster     |
| 19 | Laura Weihenmaier | S/O   | 4 aprile 1991     | PTSV Aachen |
| 20 | Mareen Apitz      | P     | 26 marzo 1987     | Dresdner    |

## Giappone
| N° | Nome             | Ruolo | Data di nascita  | Squadra                 |
| -- | ---------------- | ----- | ---------------- | ----------------------- |
| -  | Masayoshi Manabe | All   | 21 agosto 1963   | -                       |
| 2  | Sayuri Mayamoto  | L     | 19 maggio 1985   | Panasonic Eco Solutions |
| 4  | Arisa Takada     | S     | 17 febbraio 1987 | Toray Arrows            |
| 5  | Yuki Shoji       | C     | 19 novembre 1981 | Wiesbaden               |
| 6  | Risa Shiragaki   | S     | 30 luglio 1991   | NEC Red Rockets         |
| 8  | Miya Satō        | P     | 7 marzo 1990     | Hitachi Rivale          |
| 9  | Yūka Imamura     | S     | 2 settembre 1993 | Aoyama Gakuin Daigaku   |
| 10 | Saori Takahashi  | S     | 9 dicembre 1992  | Hitachi Rivale          |
| 12 | Arisa Inoue      | S     | 8 maggio 1995    | Tsukuba Daigaku         |
| 13 | Rika Seki        | C     | 17 dicembre 1988 | Okayama Seagulls        |
| 15 | Natsumi Fujita   | P     | 5 agosto 1991    | Toyota Queenseis        |
| 16 | Miyuki Hiramatsu | C     | 22 novembre 1991 | Toyota Queenseis        |
| 17 | Kana Ōno         | C     | 30 giugno 1992   | NEC Red Rockets         |
| 18 | Sayaka Tsutsui   | L     | 29 agosto 1992   | Hisamitsu Springs       |
| 20 | Mami Uchiseto    | S     | 25 ottobre 1991  | Hitachi Rivale          |

## Russia
| N° | Nome                   | Ruolo | Data di nascita  | Squadra          |
| -- | ---------------------- | ----- | ---------------- | ---------------- |
| -  | Jurij Maričev          | All.  | 17 novembre 1960 | Dinamo Mosca     |
| 3  | Anastasija Bavykina    | S     | 6 luglio 1992    | Zareč'e Odincovo |
| 4  | Irina Zarjažko         | C     | 3 ottobre 1991   | Uraločka         |
| 6  | Julija Kutjukova       | S     | 30 marzo 1989    | Omička           |
| 7  | Jana Ščerban'          | S     | 6 settembre 1989 | Dinamo Krasnodar |
| 9  | Anastasija Markova     | S     | 16 ottobre 1987  | Dinamo Mosca     |
| 10 | Ekaterina Pankova      | P     | 2 febbraio 1990  | Zareč'e Odincovo |
| 12 | Elena Novik            | P     | 23 marzo 1994    | Proton           |
| 14 | Irina Fetisova         | C     | 9 luglio 1994    | Zareč'e Odincovo |
| 17 | Natal'ja Malych        | S     | 8 dicembre 1993  | Zareč'e Odincovo |
| 18 | Ekaterina Černova      | L     | 26 gennaio 1986  | Uraločka         |
| 19 | Anna Malova            | L     | 16 aprile 1990   | Dinamo Mosca     |
| 20 | Anastasija Šljachovaja | C     | 5 ottobre 1990   | Omička           |

## Stati Uniti
| N° | Nome              | Ruolo | Data di nascita  | Squadra             |
| -- | ----------------- | ----- | ---------------- | ------------------- |
| -  | Karch Kiraly      | All   | 3 novembre 1960  | -                   |
| 2  | TeTori Dixon      | C     | 4 agosto 1992    | Rabitə Baku         |
| 3  | Courtney Thompson | P     | 4 novembre 1994  | Volero Zurigo       |
| 4  | Lauren Paolini    | C     | 22 agosto 1987   | Hitachi Rivale      |
| 5  | Rachael Adams     | C     | 3 giugno 1990    | Dąbrowa Górnicza    |
| 6  | Nicole Davis      | L     | 24 aprile 1982   | Dinamo Bucarest     |
| 7  | Sonja Newcombe    | S     | 7 marzo 1988     | Tjumen              |
| 9  | Kristin Richards  | S     | 30 giugno 1985   | Campinas            |
| 10 | Kelsey Robinson   | S     | 25 giugno 1992   | Nebraska            |
| 11 | Natalie Hagglund  | L     | 1º luglio 1992   | Southern California |
| 12 | Ebony Nwanebu     | S/O   | 5 giugno 1995    | Southern California |
| 13 | Christa Harmotto  | C     | 12 ottobre 1986  | Eczacıbaşı          |
| 15 | Kimberly Hill     | S     | 30 novembre 1989 | Atom Trefl Sopot    |
| 18 | Juliann Faucette  | S/O   | 25 novembre 1989 | Guangdong Hengda    |
| 20 | Jenna Hagglund    | P     | 28 maggio 1989   | Vilsbiburg          |

## Svizzera
| N° | Nome              | Ruolo | Data di nascita   | Squadra             |
| -- | ----------------- | ----- | ----------------- | ------------------- |
| -  | Timothy Lippuner  | All   | 11 novembre 1980  | Sm'Aesch Pfeffingen |
| 1  | Kristel Marbach   | P     | 14 novembre 1988  | Düdingen            |
| 2  | Laura Künzler     | S     | 25 dicembre 1996  | Kanti Baden         |
| 4  | Elena Steinemann  | S     | 8 dicembre 1994   | Kanti               |
| 5  | Madlaina Matter   | C     | 19 ottobre 1996   | Sm'Aesch Pfeffingen |
| 6  | Patricia Schauss  | C     | 14 maggio 1988    | Köniz               |
| 7  | Tabea Dalliard    | L     | 18 luglio 1994    | Neuchâtel           |
| 8  | Sandra Stocker    | C     | 26 dicembre 1987  | Iruña               |
| 10 | Zora Widmer       | P     | 12 aprile 1994    | Kanti               |
| 11 | Mandy Wigger      | S/O   | 4 maggio 1987     | Neuchâtel           |
| 12 | Lena Sacher       | S     | 25 settembre 1995 | Sm'Aesch Pfeffingen |
| 13 | Inès Granvorka    | S     | 13 agosto 1991    | Volero Zurigo       |
| 15 | Sarah Van Rooij   | S     | 28 aprile 1991    | Cheseaux            |
| 16 | Simona Belotti    | L     | 3 agosto 1993     | Kanti               |
| 17 | Laura Unternährer | S     | 11 luglio 1993    | Volero Zurigo       |